# Jongens Island
Jongens Island ist eine kleine Insel vor der Mawson-Küste des ostantarktischen Mac-Robertson-Lands. In der Gruppe der Flat Islands liegt sie 3 km nordwestlich der Mawson-Station in unmittelbarer Nachbarschaft zu Kerry Island.
Das Antarctic Names Committee of Australia benannte sie 2009 nach dem in Den Haag geborenen australischen Elektro- und Funkingenieur Sjoerd „Sojo“ Jongens (1950–2008), der im Rahmen der Australian National Antarctic Research Expeditions zu den Überwinterungsmannschaften auf der Mawson-Station im Jahr 1980 und auf der Macquarieinsel im Jahr 1986 gehört hatte.